# 第二十六号海防艦
第二十六号海防艦（だいにじゅうろくごうかいぼうかん）は、日本海軍の海防艦。第二号型海防艦（丁型）の13番艦。モタ30船団、ヒ88J船団等大損害を受けた船団に加入しながらも大東亜戦争を生き延び、戦後は掃海業務に従事した。ヒ88J船団に参加した500トン以上の艦船としては、唯一本土に帰り着いた艦としても知られる。

## 艦歴

### 計画-竣工-練成
マル戦計画の海防艦丁、第2701号艦型の13番艦、仮称艦名第2713号艦として計画。1944年（昭和19年）2月1日、三菱重工業長崎造船所で起工。4月5日、第二十六号海防艦と命名されて第二号型海防艦の13番艦に定められ、本籍を舞鶴鎮守府と仮定。11日、進水。5月10日、五十嵐鋭雄少佐が艤装員長に着任し、五十嵐少佐は第28号海防艦艤装員長と兼務する。15日、艤装員事務所を設置して事務を開始。26日、五十嵐少佐は第28号海防艦艤装員長の任を解かれる。31日、竣工。五十嵐少佐（第二十六号海防艦艤装員長）は第二十六号海防艦海防艦長となる。同日附で、第二十六号海防艦艤装員事務所は撤去された。同時に本籍を舞鶴鎮守府と定められ、舞鶴鎮守府警備海防艦として呉鎮守府部隊呉防備戦隊に編入され基礎実力練成教育に従事した後佐伯に回航。6月26日、海上護衛総司令部第一海上護衛隊に編入。

### 昭和19年の行動
1944年（昭和19年）6月27日0650、第28号海防艦と共に佐伯を出港し、28日に呉に到着。29日1800、第28号海防艦と共に呉を出港し、30日0730に門司に到着。7月3日、陸軍輸送船香椎丸（大阪商船、8,407トン）、陸軍特殊船玉津丸（大阪商船、9,590トン）、同摩耶山丸（三井船舶、9,433トン）他輸送船6隻からなるモマ01船団を駆逐艦春風、第11号海防艦、第20号海防艦、第28号海防艦、第28号駆潜艇と共に護衛して門司を出港。7日、船団は基隆に到着。9日、基隆を出港。12日、バタン諸島近海を航行中、船団は米潜アポゴン(USS Apogon, SS-308)、ガードフィッシュ (USS Guardfish, SS-217) 、スレッシャー (USS Thresher, SS-200) 、ピラーニャ (USS Piranha, SS-389) のウルフパック、"Mickey Finns"に発見される。アポゴンはそのうちの1隻である日蘭丸（南洋海運、6,503トン）を攻撃しつつあった時、日蘭丸はアポゴンの潜望鏡を発見し突進してきた。アポゴンは艦尾発射管からの攻撃に切り替えて攻撃態勢を整えつつあったその時、アポゴンの右手にあった摩耶山丸がアポゴンの潜望鏡に向けて体当たり攻撃と爆雷投下を行った。これによりアポゴンの潜望鏡は2本とも破損し、レーダーもねじ曲げられた。0720、ピラーニャは北緯18度50分 東経122度40分 / 北緯18.833度 東経122.667度の地点で日蘭丸へ向け魚雷を発射。魚雷は日蘭丸の4番船倉、7番船倉に1本ずつが命中。大爆発をおこした日蘭丸は炎上して行動不能となり、まもなく船体を直立させて沈没した。香椎丸が生存者救助を行った後、船団はフィリピンのアパリに退避した。13日0800、船団はアパリを出港し、15日1400にマニラに到着した。21日、第26号海防艦はユタ09船団護衛中に座礁した特設砲艦北京丸（大連汽船、2,288トン）の救援に春風と共に向かった。22日、現場に到着して救難作業を行うが、北京丸は離礁することができなかった。27日、海軍配当船白馬山丸（太洋興業、6,641トン）が米潜クレヴァル(USS Crevalle, SS-291)の雷撃を受けて沈没したことから、春風と共に対潜掃討に向かった。対潜掃討を終了して春風と別れた後、31日に米潜パーチー(USS Parche, SS-384)、スティールヘッド (USS Steelhead, SS-280)の攻撃で大損害を受けたミ11船団の生存者救助を第28号海防艦と共に行った。8月3日1710、マニラに到着。
8月10日1600、貨物船安国丸（日本製鐵、5,794トン）、特設運送船昭慶丸（東和汽船、2,557トン）他輸送船4隻からなるマユ06船団を春風、特設砲艦華山丸（東亜海運、2,103トン）と共に護衛してマニラを出港。14日2130、船団は楡林に到着した。18日2100、安国丸他輸送船6隻からなるユタ10船団を春風、華山丸と共に護衛して楡林を出港。19日0054、北緯18度03分 東経116度16分 / 北緯18.050度 東経116.267度で敵潜を発見。0107には再度敵潜を発見。20日2120には北緯20度37分 東経113度17分 / 北緯20.617度 東経113.283度で別の敵潜を発見するが、いずれも船団に被害はなかった。22日、春風が対潜掃討を行う。0931、視界不良の中第26号海防艦は安国丸と衝突するも損害は軽微だった。23日0105、北緯21度14分 東経116度53分 / 北緯21.233度 東経116.883度の地点で船団は空爆を受けるも被害はなかった。1130、船団は高雄に到着。26日1000、貨客船帝香丸（帝国船舶/大阪商船運航、8,007トン/旧仏船Cap Varella）、安国丸他輸送船8隻からなるタモ24船団を春風、華山丸と共に護衛して高雄を出港。9月1日1130に船団は門司に到着。同日、第26号海防艦は春風とともに出港し、2日0901に佐世保に到着して整備を受ける。
整備完了後、門司に移動した第26号海防艦は、9月11日1500、1K型戦時標準貨物船大善丸（大阪商船、5,396トン）、陸軍輸送船まにら丸（大阪商船、9,486トン）、同マカッサ丸（南洋海運、4,014トン）他輸送船15隻からなるモタ26船団を春風、第9号海防艦、第56号駆潜艇と共に護衛して門司を出港。17日1300、船団は高雄に到着。1340、第26号海防艦は高雄を出港し、特設運送船浅香丸（日本郵船、7,398トン）、陸軍特殊船吉備津丸（日本郵船、9,574トン）、特設運送船護国丸（大阪商船、10,438トン）他輸送船1隻からなるヒ72船団第1分団と護衛の海防艦御蔵、第10号海防艦、第11号海防艦、第18号海防艦、第20号海防艦に合流。20日、船団は空爆を受け、沈没艦船こそでなかったものの損傷艦船が続出する。21日、第26号海防艦は船団から分離し、空襲で損傷した1TM型戦時標準タンカー新潮丸（内外海運、5,136トン）とそれを曳航する第21号海防艦からなるヒ72船団第2分団と、護衛の第19号駆潜艇、特設駆潜艇開南丸（台湾総督府、524トン）の護衛協力に向かった。22日、船団は高雄に到着。23日、第26号海防艦は高雄を出港し、損傷した御蔵とそれを曳航する第18号海防艦に合流し警戒を行う。25日2005、3隻は馬公に到着。その後第26号海防艦は高雄に移動。30日1200、貨物船帝楓丸（帝国船舶/三井船舶運航、7,110トン/旧仏船Bougainville）、陸軍輸送船黒龍丸（大阪商船、7,369トン）、海軍配当船さんるいす丸（三菱汽船、7,268トン）他輸送船13隻からなるミ19船団を海防艦択捉、第18号海防艦、第19号駆潜艇と共に護衛して高雄を出港。10月2日、船団はアパリに到着。
同日2300、引き続きミ19船団を護衛してアパリを出港し、3日にラポック湾に到着。同地で択捉が船団から分離し高雄へ向かう。4日0600、船団はラポック湾を出港し、1700にサンフェルナンドに到着。5日0600にサンフェルナンドを出港し、1800にサンタクルーズに到着。6日0600、船団はサンタクルーズを出港し、7日0600にマニラに到着した。8日0700、さんるいす丸、大善丸、1K型戦時標準貨物船辰鳩丸（辰馬汽船、5,396トン）他輸送船8隻に組み替えられたミ19船団を第18号海防艦、第56号駆潜特務艇、第105号哨戒艇と共に護衛してマニラを出港。10月9日、北緯12度45分 東経118度00分 / 北緯12.750度 東経118.000度のパラワン島北西海域を航行中、船団は米潜水艦ベクーナ(USS Becuna, SS-319)、ホークビル(USS Hawkbill, SS-366)に発見される。1700、ベクーナはタンカーさんるいす丸（三菱汽船、7,268トン）へ向け魚雷を発射。魚雷はさんるいす丸の船首に命中したが、沈没はしなかった。1804、ベクーナはホークビルと共同で攻撃し、逓信省平時D型貨物船改装応急タンカー徳和丸（日東汽船、1,943トン）が撃沈された。損傷したさんるいす丸は護衛2隻と共に船団から分離し、プエルト・プリンセサへ向かった。船団はパグダナン湾に到着。11日0300、船団はパグダナン湾を出港。10月12日、船団は北緯08度40分 東経116度42分 / 北緯8.667度 東経116.700度の地点で米潜ダーター(USS Darter, SS-227)に発見される。ダーターは魚雷を4本発射して3本を2隻のタンカーに命中させたと判断されるが、実際には船団に被害はなかった。1341、船団はダラワン湾に到着。13日0600、船団はダラワン湾を出港。同日午前、船団は米潜デイス(USS Dace, SS-247)に発見される。デイスは丸一日かけて追跡ののち、翌10月14日0208、艦首と艦尾の発射管から魚雷を計10本発射。逓信省K型平時標準貨物船改装応急タンカー日鉄丸（日産汽船、5,993トン）の右舷に魚雷が命中して沈没。2A型戦時標準貨物船永享丸（日本郵船、6,948トン）の右舷第3船倉に魚雷1本が命中し大破。同船は曳航される形で船団に続行した。大善丸は右舷船首に1本が命中したが、航行は可能だった。近くにいた米潜ダーターはデイスからの報告でミ19船団に接近していったが、船団は発見されなかった。0630、船団はキマニス島に到着。1130、キマニス島を出港し、午後になってブルネイに到着。15日、ブルネイを出港。同日1530にラブアン島に到着し、同地で仮修理のため大善丸を分離。16日1300、ラブアン島を出港。同日1900にビクトリア港に到着し、曳航されていた永享丸もここで分離された。17日0630、船団はビクトリア港を出港し、1700にミリに到着した。18日1700、第26号海防艦は第18号海防艦と共にミリを出港し、20日2030にバキット湾に到着。21日1920、第18号海防艦と共にバキット湾を出港し、23日1200にミリに到着。25日0630、貨物船帝雄丸（帝国船舶、5,753トン/旧伊船Carignano）、陸軍輸送船妙義丸（東亜海運、4,021トン）、貨客船三笠丸（東亜海運、3,143トン）他輸送船1隻からなる輸送船団を第18号海防艦、第105号哨戒艇と共に護衛してミリを出港。同日中にラブアン島に到着した。26日0630、ラブアン島を出港し、1800にガヤ湾に到着。27日0620にガヤ湾を出港し、1900にバランバンガン島に到着。28日0630、バランバンガン島を出港し、1900に北緯18度23分 東経117度10分 / 北緯18.383度 東経117.167度の地点で仮泊。29日0630に出発し、30日1030にバキット湾に到着。31日0400、バキット湾を出港し、1600にコロン湾に到着。11月2日、コロン湾を出港し、同日2000にマニラに到着した。
11月5日0100、重巡熊野、青葉、特設運送船笠置山丸（三井船舶、2,427トン）、同辰春丸（辰馬汽船、6,345トン）、海軍徴用船道了丸（日本郵船、2,274トン）他輸送船4隻からなるマタ31船団を第18号海防艦、第17号駆潜艇、第18号駆潜艇、第23号駆潜艇、第37号駆潜艇、第38号駆潜艇と共に護衛してマニラを出港。1830、船団はサンタクルーズに到着。6日0700、サンタクルーズを出港。船団はリンガエン湾西方で米潜ブリーム(USS Bream, SS-243)、ギターロ(USS Guitarro, SS-363)、レイトン(USS Raton, SS-270)、レイ(USS Ray, SS-271)の攻撃を受けた。4隻の攻撃で熊野が大破したため、熊野と道了丸、第18号駆潜艇、第37号駆潜艇が船団から分離する。同日、第26号海防艦は第18号海防艦、重巡青葉と共に船団から分離し、サンフェルナンドに到着。その後、第18号海防艦と共にサンフェルナンドを出港し、7日に熊野以下の船団と合流。熊野の救援を行った。1620、熊野以下の船団はサンタクルーズに到着。8日0730、第26号海防艦は第18号駆潜艇と共に道了丸を護衛してサンタクルーズを出港。1600、3隻はサンフェルナンドに到着。1930、第26号海防艦は第18号駆潜艇と共に青葉を護衛してサンフェルナンドを出港し、11日2230に高雄に到着。13日0800、第26号海防艦は高雄を出港し、14日1400に香港に到着。17日1500、輸送船3隻からなるホタ01船団を駆逐艦蓮と共に護衛して香港を出港。19日、第18号海防艦が合流。21日1250、船団は高雄に到着した。23日1030、第26号海防艦は第18号海防艦と共に高雄を出港し、24日0730に基隆に到着。26日、冷蔵品運搬船第三十二播州丸（林兼海運、782トン）他輸送船4隻からなるタモ30船団を第18号海防艦、特設砲艦長白山丸（朝鮮郵船、2,131トン）と共に護衛して基隆を出港。2230、温州沖に到着し仮泊。27日1730に出発し、12月3日に門司に到着した。
12月23日、陸軍輸送船めるぼるん丸（大阪商船、5,438トン）他輸送船1隻からなるモタ29船団を海防艦屋久、第60号海防艦、第205号海防艦と共に護衛して門司を出港。同日中に船団から分離し、門司に戻った。

### 昭和20年の行動
1945年（昭和20年）1月1日、海軍配当船満珠丸（日本油槽船、6,515トン）、貨物船羅津丸（大連汽船、5,462トン）、2A型戦時標準貨物船大雅丸（大阪商船、6,923トン）他輸送船6隻からなるモタ30船団を、第36号海防艦、第67号海防艦と共に護衛して門司を出港。4日2000、船団は泗礁山泊地に到着。日付が7日に変わると同時に船団は泗礁山泊地を出港。同日、台湾北西岸で船団は米潜水艦バーブ(USS Barb, SS-220)、ピクーダ(USS Picuda, SS-382)、クイーンフィッシュ(USS Queenfish, SS-393)からなるウルフパックに発見される。3隻は追跡の後、8日夕刻頃にバーブは北緯24度50分 東経120度35分 / 北緯24.833度 東経120.583度の地点で魚雷を6本発射し、左に針路をとった直後に4つの命中音と3つの爆発を聴取。魚雷は2AT型戦時標準貨物船改装応急タンカー辰洋丸（辰馬汽船、6,892トン）に命中し、同船は轟沈した。続けて、ピクーダとクイーンフィッシュが攻撃を行うが、被害はなかった。バーブは一旦浮上し、レーダーでモタ30船団、ピクーダおよびクイーンフィッシュの各々の位置を確認の後、ピクーダとクイーンフィッシュの攻撃に起因する爆発を確認しつつ第二撃の態勢を整え、21時ごろには「大型輸送船」に対して魚雷を3本発射して3つの命中を確認する。2047、船団内最優秀船であった陸軍輸送船安洋丸（南洋海運、9,257トン）の機関部にバーブの魚雷3本が直撃し、船体をへし折られて3分で沈没。安洋丸の沈没で、船団は大混乱に陥って各船バラバラとなる。20分後、バーブは第三撃で別の目標に対して魚雷を3本発射し、これも3つの命中を確認した。2130、2TM型戦時標準タンカー三洋丸（浅野物産、2,854トン）の右舷4番油槽にバーブの魚雷1本が命中し、2330に座礁。翌9日0430に船体切断し沈没した。また、1C型戦時標準貨物船明宝丸（明治海運、2,857トン）にバーブの魚雷1本が命中し損傷。2230、魚雷26本を全て回避していた2TM型戦時標準タンカー彦島丸（三菱汽船、2,854トン）が通霄湾の海岸に座礁し、2月12日に放棄。2315、クイーンフィッシュの攻撃で満珠丸の4番油槽、5番油槽、6番油槽に魚雷が命中し、大安海岸に座礁の後、20日に空爆を受けて全損。また、2A型戦時標準貨物船大雅丸（大阪商船、6,923トン）が龍泊地付近で座礁。自力で離礁したものの船底を損傷したため、明宝丸と共に基隆へ向かった。また、ピクーダの雷撃により羅津丸が損傷したが、航行に支障はなかった。大損害を受けた船団は基隆から来着した第39号海防艦を編入して高雄を目指すが、9日、マイクI作戦による米第38任務部隊艦載機の空爆が台湾一帯に向けて行われ、高雄も空襲に見舞われた。船団も空襲を受け、陸軍輸送船久川丸（川崎汽船、6,886トン）が爆弾数発を被弾し速力低下を起こした。船団は高雄入港を一時断念して馬公へ退避する事となるが、速力が出ない久川丸は後落。1320、久川丸は「本船は目下、敵機の猛攻を受け沈没に瀕す…」との無線連絡を最後に消息を絶ち、船長以下船員86名、船砲隊員84名、輸送中の陸軍兵士2117名全員が戦死した。第26号海防艦は第36号海防艦と共に久川丸の状況捜索および米潜の雷撃で沈んだ輸送船の生存者救助に向かい、第39号海防艦は船団から分離して先行し、1800に馬公に到着。第67号海防艦は羅津丸を護衛して1900に馬公に到着。10日、第26号海防艦は第36号海防艦と共に馬公に到着。11日0700、第26号海防艦は馬公を出港し、生存者捜索を行う。12日0530、遭難現場を離れ、13日0900に馬公に到着。11日、羅津丸を護衛して馬公を出港し、1730に高雄に到着した。19日、特設運送船辰和丸（辰馬汽船、6,335トン）、羅津丸、海軍徴用船備後丸（日本郵船、4,643トン）他輸送船4隻からなるタモ38船団を海防艦生名、第39号海防艦、第112号海防艦と共に護衛して高雄を出港。20日1742、南日島泊地に到着。21日0730、南日島泊地を出港し、1930に福州沖に到着し仮泊。22日0700、船団は出発し、1600に北緯27度02分 東経120度27分 / 北緯27.033度 東経120.450度の福州北東の浅海に到着し、同地で貨客船サマラン丸（南洋海運、4,013トン）、辰春丸、海軍徴用船鐡洋丸（大阪商船、2,130トン）他輸送船11隻からなるモタ32船団と、護衛の駆逐艦汐風、海防艦満珠、第31号海防艦、第132号海防艦、第144号海防艦、第19号駆潜艇、第57号駆潜艇が来着。1月22日深夜から1月23日早朝にかけて、米潜バーブがモタ32船団に接近。0402、バーブは浮上状態で魚雷を4本発射し、反転してさらに魚雷を4本発射。魚雷は陸軍輸送船大恭丸（大阪商船、5,244トン）に3本が命中し、同船は沈没。バーブは機雷の敷設された水域を浮上したまま高速で後退した。0600、両船団は出発。28日2000、タモ38船団は門司に到着。第26号海防艦は修理を受ける。31日0630、輸送船3隻からなるモタ34船団を生名、第67号海防艦と共に護衛して門司を出港。2月3日2100、泗礁山泊地に到着。
2月4日0400、引き続きモタ34船団を護衛して泗礁山泊地を出港し、1820に温州沖に到着し仮泊。5日1100、温州沖を出発し、1730に福州沖に到着して仮泊。6日0300、福州沖を出発し、1830に船団は基隆に到着。9日0700、陸軍特殊船日向丸（日産汽船、9,587トン）、同摂津丸（大阪商船、9,670トン）からなるタモ41船団を生名、第67号海防艦と共に護衛して基隆を出港。1900、馬祖島に到着。10日0700、馬祖島を出港し、温州湾に移動。11日、温州湾を出港し、1930に泗礁山泊地に到着。12日0230、泗礁山泊地を出港し、14日1815に六連島に到着。15日1115、第26号海防艦は六連島を出港し、佐世保に移動して修理を受ける。26日、修理を完了して佐世保を出港し、27日に門司に到着。
3月1日0800、貨物船生駒山丸（三井船舶、3,173トン）、2D型戦時標準船愛山丸（宮地汽船、2,221トン）、同道志丸（日本郵船、2,275トン）他輸送船4隻からなるモタ40船団を生名、第41号海防艦、第17号掃海艇、第19号駆潜艇と共に護衛して六連島を出港。途中道志丸が舟山に向かうため分離。9日2010、船団は基隆に到着。17日、第26号海防艦は基隆を出港し、20日2000に楡林に到着。25日0700、楡林を出港し、27日夜にナトランでヒ88J船団に合流した。28日朝、船団はナトランを出発したが、その日のうちに空襲で海軍配当船阿蘇川丸（川崎汽船、6,925トン）が撃沈された。空襲後、第26号海防艦は米潜ブラックフィン(USS Blackfin, SS-322)の潜望鏡を発見し、爆雷攻撃を行った。爆雷はブラックフィンの至近で爆発し、そのショックで魚雷4本が誤作動を起こした。また、計器機器類や主機械もダメージを受け一部区画に浸水が起こった。ダメージの程度は大きく、ブラックフィンは哨戒を中止した。しかし、米潜ブルーギル(USS Bluegill, SS-242)の雷撃で陸軍タンカー鳳南丸（拿捕船/飯野海運委託、5,518トン/旧英船War Sider）が大破。同船は行動不能となり放棄された。29日には米潜ハンマーヘッド(USS Hammerhead, SS-364)の雷撃で第84号海防艦が轟沈し、艦長以下乗員191名全員が戦死した。さらに空襲でタンカー海興丸（太洋興業、956トン）とその生存者救助に向かった第18号海防艦、第130号海防艦が撃沈された。30日、護衛艦のみとなった船団は三亜に到着するも、ここでも空襲を受ける。この空襲で第26号海防艦は被弾。中破し行動不能となったため、船団から分離して修理を行う。
4月26日、貨客船興東丸（東亜海運、3,363トン）、貨物船満州丸（大連汽船、5,226トン）、2ET型戦時応急タンカー第九南隆丸（南方輸送船、870トン）等輸送船6隻で編成されたシモ03船団を駆逐艦朝顔、海防艦宇久、第102号哨戒艇、第29号掃海艇、第20号駆潜艇と共に護衛して泗礁山泊地を出港。27日、北緯34度52分 東経124度23分 / 北緯34.867度 東経124.383度の木浦沖を航行中、上空から2機のPBY カタリナが飛来。機銃掃射によって第102号哨戒艇の甲板上に露出していたラダーケーブルが切断され、一時航行不能となったほか、宇久が至近弾により損傷したものの、船団の奮戦によって敵機の撃退に成功。その後潜水艦の攻撃を受けるも、これも朝顔の対潜掃討により撃退。29日、船団は巨済島に寄港し、翌30日に出港。同日、対馬沖を航行中に輸送船1隻が無断で船団から分離して門司へ先行。5月1日に船団は油谷湾に到着。翌2日に出港し、同日中に船団は六連島泊地に到着。朝顔以下の護衛艦は門司へ移動し、同日1200に到着。対馬沖で分離先行していた輸送船1隻を確認した。
5月3日0930、第26号海防艦は門司を出港し、4日1045に舞鶴に到着。舞鶴海軍工廠で整備を受ける。整備完了後の6月21日1006、舞鶴を出港し対潜哨戒を行う。22日1006、七尾に到着。23日0310、七尾を出港し対潜哨戒を行う。早朝、能登半島禄剛崎北東沖で磁気探知式対潜検出器(MAD)を装備した零式水上偵察機が潜水艦を探知したため、第22号海防艦と共に現場海域に移動し、0735に対潜掃討を行った。24日1807、七尾に到着。30日、艦長が吉野輝彦大尉に交代。
8月15日の終戦時は七尾に所在。

### 戦後・掃海任務
8月25日、舞鶴鎮守府第一予備海防艦に定められる。
11月30日、海軍省の廃止に伴い帝国海防艦籍から除かれた。戦後は機雷掃海任務に従事。
12月1日、第二復員省の開庁に伴い、佐世保地方復員局所管の掃海艦に定められる。20日、艦名を海第26号と呼称。
1946年（昭和21年）9月5日、佐世保地方復員局所管の特別輸送艦に定められ、同時に特別保管艦に指定される。
1947年（昭和22年）1月6日、舞鶴地方復員局所管に変更。
9月6日、海第26号は特別輸送艦の定めを解かれ、賠償艦としてアメリカに引き渡された。しかし、アメリカ軍では戦時中の大量建造により、自国の護衛駆逐艦の一部が余剰となっていたため、それらと比べて整備に手間がかかる海第26号はすぐに売却され、播磨造船所呉船渠で9月7日から解体を開始。
10月13日、解体が完了した。

## 第二十六号海防艦長/海第二十六号艦長
艤装員長
1. （兼）五十嵐鋭雄 少佐：1944年5月10日[37] - 1944年5月26日（第28号海防艦艤装員長を兼務）
2. 五十嵐鋭雄 少佐：1944年5月26日[38] - 1944年5月31日

海防艦長/艦長
1. 五十嵐鋭雄 少佐：1944年5月31日[39] - 1945年6月30日
2. 吉野輝彦 大尉/少佐/第二復員官/第二復員事務官：1945年6月30日[40] - 艦長 1945年12月1日 - 1946年4月11日
3. 大西快治 第二復員事務官/復員事務官：1946年4月11日[41] - 1947年8月5日
4. 筆前亨 復員事務官：1947年8月5日[42] - 1947年9月5日[43]